# Abraham Coronado
Abraham Coronado Tafoya (Ocotlán, 28 febbraio 1992) è un ex calciatore messicano, di ruolo centrocampista.

## Caratteristiche tecniche
Può giocare principalmente come esterno destro a centrocampo.

## Carriera
Cresciuto nelle giovanili dei Chivas, grazie alle buone prestazioni con la nazionale under 17 ha occasione di debuttare in prima squadra il 13 marzo 2010 in casa contro i Pumas, quando sostituisce all'intervallo il "Venado" Medina. Scende in campo (sempre da sostituto) in altre 3 partite del torneo. L'11 maggio 2010 gioca anche la sua prima partita da titolare, nel quarto d'andata di Libertadores contro il Libertad, vinto per 3-0. Non trovando molto spazio in prima squadra, viene prestato per 6 mesi all'Irapuato, in Liga de Ascenso, con cui disputa 11 partite. Rientrato alla base, colleziona una presenza nella Copa Libertadores 2011, all'ultima giornata contro il Deportivo Quito, con i Chivas già eliminati, e inizia l'apertura 2012 come titolare, giocando le prime 4 partite. In seguito al cambio di allenatore e di dirigenza, con l'arrivo di Johan Cruijff come direttore generale e di John van 't Schip come tecnico, torna ad essere schierato con la squadra giovanile.

## Statistiche

### Presenze e reti nei club
Aggiornate al 17 dicembre 2012.
| Stagione       | Squadra       | Campionato    | Campionato | Campionato | Coppe nazionali | Coppe nazionali | Coppe nazionali | Coppe continentali | Coppe continentali | Coppe continentali | Totale | Totale |
| Stagione       | Squadra       | Comp          | Pres       | Reti       | Comp            | Pres            | Reti            | Comp               | Pres               | Reti               | Pres   | Reti   |
| -------------- | ------------- | ------------- | ---------- | ---------- | --------------- | --------------- | --------------- | ------------------ | ------------------ | ------------------ | ------ | ------ |
| 2007-2008      | Guadalajara   | TD            | 3          | 0          | -               | -               | -               | -                  | -                  | -                  | 3      | 0      |
| 2008-2009      | Guadalajara   | SD+TD         | 1+18       | 0+7        | -               | -               | -               | -                  | -                  | -                  | 19     | 7      |
| 2009-2010      | Guadalajara   | PD            | 4          | 0          | -               | -               | -               | CL                 | 1                  | 0                  | 5      | 0      |
| 2010-2011      | Guadalajara   | SD            | 13         | 1          | -               | -               | -               | CL                 | 1                  | 0                  | 14     | 1      |
| Ago.-Dic. 2011 | Irapuato      | LA+SD         | 11+3       | 0          | -               | -               | -               | -                  | -                  | -                  | 14     | 0      |
| Gen. 2012      | Guadalajara   | SD            | 14         | 0          | -               | -               | -               | -                  | -                  | -                  | 14     | 0      |
| 2012-2013      | Guadalajara   | PD            | 4          | 0          | -               | -               | -               | CCL                | 2                  | 0                  | 6      | 0      |
| Totale Chivas  | Totale Chivas | Totale Chivas | 57         | 8          |                 | -               | -               |                    | 4                  | 0                  | 61     | 8      |
| Totale         | Totale        | Totale        | 71         | 8          |                 | -               | -               |                    | 4                  | 0                  | 75     | 8      |